# Walter Piatkowski
Walter "Walt" Piatkowski jr. (Toledo, Ohio, 11 de julio de 1945) es un exjugador de baloncesto estadounidense que disputó tres temporadas en la ABA. Con 2,03 metros de estatura, jugaba en la posición de ala-pívot. Es el padre del también exjugador profesional Eric Piatkowski.

## Trayectoria deportiva

### Universidad
Jugó tres temporadas con los Falcons de la Universidad Estatal de Bowling Green, siendo incluido en el mejor quinteto de la Mid American Conference en 1966, cuando promedió 18,4 puntos y 9,5 rebotes por partido, en 1968, con 24,0 puntos y 7,3 rebotes, mientras que en 1967 lo hizo en el segundo equipo, con 22,3 puntos y 9,1 rebotes por encuentro. Tanto en 1966 como en 1967 fue el máximo anotador de la conferencia.
Promedió en total 21,6 puntos por partido en sus tres temporadas, la tercera mejor marca de la historia su universidad con un máximo de 44 puntos en un partido ante Marshall.

### Profesional
Fue elegido en la nonagésimo novena posición del Draft de la NBA de 1968 por San Francisco Warriors, y en el draft de la ABA por los Denver Rockets en la segunda ronda, equipo por el que acabó firmando. En su primera temporada promedió 12,2 puntos y 4,7 rebotes por partido, lo que le valió para ser incluido en el Mejor quinteto de rookies de la ABA.
Al año siguiente, tras el fichaje por parte del equipo de Spencer Haywood, sus minutos se vieron reducidos, bajando sus promedios a 7,0 puntos y 3,4 rebotes por partido, abandonando el baloncesto a final de temporada. Pero tras un año parado, The Floridians, que habían adquirido sus derechos de los Kentucky Colonels a cambio de Ron Nelson, se hicieron con sus servicios. Pero tras un mes y 6 partidos disputados, fue despedido, retirándose definitivamente.

## Estadísticas de su carrera en la ABA

### Temporada regular
| Temporada | Edad | Equipo         | Liga | Pos. | P   | TIT | MIN  | TC  | TCA  | %TC  | 3P  | 3PA | %3P  | 2P  | 2PA  | %2P  | TL  | TLA | %TL  | R.OF. | R.DEF. | REB | ASIS | ROB | TAP | PER | FP  | PTS  |
| 1968-69   | 23   | Denver Rockets | ABA  | PF   | 77  |     | 23.6 | 5.2 | 12.4 | .417 | 0.4 | 1.1 | .329 | 4.8 | 11.4 | .426 | 1.5 | 2.0 | .775 | 1.9   | 2.8    | 4.7 | 0.6  |     |     | 1.3 | 2.9 | 12.2 |
| 1969-70   | 24   | Denver Rockets | ABA  | PF   | 74  |     | 17.6 | 2.9 | 7.2  | .402 | 0.1 | 0.7 | .220 | 2.8 | 6.6  | .421 | 1.0 | 1.3 | .768 | 1.4   | 2.0    | 3.4 | 0.6  |     |     | 1.0 | 2.4 | 7.0  |
| 1971-72   | 26   | The Floridians | ABA  | PF   | 6   |     | 4.7  | 0.5 | 2.7  | .188 | 0.0 | 0.0 |      | 0.5 | 2.7  | .188 | 0.0 | 0.0 |      | 0.2   | 0.2    | 0.3 | 0.3  |     |     | 0.5 | 0.3 | 1.0  |
| Total     |      |                | ABA  |      | 157 |     | 20.1 | 3.9 | 9.6  | .409 | 0.2 | 0.8 | .288 | 3.7 | 8.8  | .421 | 1.2 | 1.6 | .772 | 1.6   | 2.3    | 3.9 | 0.6  |     |     | 1.1 | 2.6 | 9.3  |

### Playoffs
| Temporada | Edad | Equipo         | Liga | Pos. | P  | TIT | MIN  | TC  | TCA  | %TC  | 3P  | 3PA | %3P  | 2P  | 2PA  | %2P  | TL  | TLA | %TL  | R.OF. | R.DEF. | REB | ASIS | ROB | TAP | PER | FP  | PTS  |
| 1968-69   | 23   | Denver Rockets | ABA  | PF   | 7  |     | 28.7 | 6.9 | 15.9 | .432 | 0.1 | 1.3 | .111 | 6.7 | 14.6 | .461 | 1.4 | 1.6 | .909 |       |        | 4.1 | 0.9  |     |     | 1.9 | 4.6 | 15.3 |
| 1969-70   | 24   | Denver Rockets | ABA  | PF   | 6  |     | 8.3  | 2.0 | 4.0  | .500 | 0.2 | 0.7 | .250 | 1.8 | 3.3  | .550 | 0.3 | 0.7 | .500 |       |        | 1.8 | 0.7  |     |     | 0.3 | 1.5 | 4.5  |
| Total     |      |                | ABA  |      | 13 |     | 19.3 | 4.6 | 10.4 | .444 | 0.2 | 1.0 | .154 | 4.5 | 9.4  | .475 | 0.9 | 1.2 | .800 |       |        | 3.1 | 0.8  |     |     | 1.2 | 3.2 | 10.3 |